# Caratinga (tiểu vùng)
Caratinga là một tiểu vùng thuộc bang Minas Gerais, Brasil. Tiều vùng này có diện tích 5511 km², dân số năm 2007 là 240153 người.